# Distretto di Cabanilla
Il distretto di Cabanilla è un distretto del Perù, facente parte della provincia di Lampa, nella regione di Puno.